# Condatis
Condatis, auch Condates, war ein keltischer Gott, der vor allem in Britannien verehrt wurde. In der Interpretatio Romana ist er dem römischen Gott Mars gleichgesetzt.

## Etymologie und Deutung
Der Name Condatis leitet sich vom keltischen Wort condate, das „Zusammenfluss“ bedeutet, ab. Der entsprechende Ortsname Condate ist vor allem in Gallien für Ansiedlungen am Zusammenfluss von zwei Gewässern weit verbreitet. Die Inschriften aus Cramond (Vorort von Edinburgh), Bowes in Yorkshire, Piercebridge bei Darlington (North East England) und Chester-le-Street bei Durham identifizieren ihn jedes Mal mit dem Gott Mars.